# Pommevic
Pommevic é uma comuna francesa na região administrativa de Occitânia, no departamento de Tarn-et-Garonne. Estende-se por uma área de 5,75 km². Em 2010 a comuna tinha 550 habitantes (densidade: 95,7 hab./km²).